# Flydubai
Dubai Aviation Corporation (tiếng Ả Rập: مؤسسة دبي للطيران), kinh doanh với tên flydubai (tiếng Ả Rập: فلاي دبي, chuyển tự Flydubai), là một hãng hàng không giá rẻ với văn phòng và máy bay hoạt động sở chính tại nhà ga hàng không số 2 của sân bay quốc tế Dubai.
Hãng hàng không có tuyến bay với 83 điểm đến, phục vụ Trung Đông, Bắc Phi, Đông Phi, Ấn Độ, châu Á và Đông Âu từ Dubai. 

## Lịch sử
Trong tháng 7 năm 2008, Chính phủ Dubai thành lập hãng hàng không. Mặc dù Flydubai không là một phần của The Emirates Group, Emirates hỗ trợ Flydubai trong giai đoạn thiết lập ban đầu. Vào ngày 14 tháng 7 năm 2008, Flydubai ký một đơn hàng với nhà sản xuất máy bay Mỹ Boeing tại Farnborough Air Show đơn hàng 50 máy bay Boeing 737-800 với tổng giá trị của 3,74 tỷ USD, với quyền mua để thay đổi cho tàu bay tầm xa Boeing 737-900ER, theo yêu cầu của hãng hàng không.
Chiếc đầu tiên của lô hàng 50 chiếc máy bay này đã được giao vào ngày 17 tháng 5 năm 2009. Theo lịch trình các chuyến bay bắt đầu từ ngày 1 tháng 6 với các dịch vụ đến Beirut, Lebanon và Amman, Jordan. Kể từ đó, các mạng lưới tuyến đã được mở rộng đáng kể.
Ngày 13 tháng hai 2013, flydubai thông báo rằng họ đang đàm phán với Boeing và Airbus cho một đơn hàng 50 máy bay Vào ngày 19 tháng 6 năm 2013, hãng đã thông báo rằng hãng sẽ có thêm dịch vụ hạng Thương gia trên các chuyến bay của mình.
Khoang hạng thương gia sẽ có 12 chỗ ngồi giữa lối đi và cửa sổ, các bữa ăn ba món, TV 12-inch, một phòng chờ hạng thương gia, ghế bọc da Ý, có thể xem đến hơn 200 bộ phim, và ổ cắm điện phù hợp cho phích cắm từ hơn 170 quốc gia.
Ngày 19 tháng 3 năm 2016, máy bay Boeing 737-800 số hiệu FZ891 cất cánh từ Dubai lao xuống đất khi nó đang hạ cánh xuống sân bay Rostov-on-Don ở miền nam Nga, làm tất cả hành khách và tổ bay thiệt mạng.

## Tuyến bay
- Sân bay khu vực Abha - Abha
- Addis Ababa - Sân bay quốc tế Bole
- Aden - Sân bay quốc tế Aden
- Ahmedabad - Sân bay quốc tế Sardar Vallabhbhai Patel
- Ahwaz - Sân bay quốc tế Ahvaz
- Alexandria - Sân bay Borg El Arab
- Almaty - Sân bay quốc tế Almaty
- Amman- Sân bay quốc tế Queen Alia
- Ashgabat - Sân bay Ashgabat
- Bghdad - Sân bay quốc tế Baghdad
- Bahrain - Sân bay quốc tế Bahrain
- Baku - Sân bay quốc tế Heydar Aliyev
- Basra - Sân bay quốc tế Basra
- Beirut-Sân bay quốc tế Beirut Rafic Hariri
- Beograd- Sân bay Belgrade Nikola Tesla
- Bishkek- Sân bay quốc tế Manas
- Bratislava - Sân bay Bratislava
- Bucharest - Sân bay quốc tế Henri Coanda
- Bujumbura
- Chennai - Sân bay quốc tế Chennai (bắt đầu từ ngày 31 Tháng 3 năm 2015),[5]
- Chișinău - Sân bay quốc tế Chişinău
- Chittagong - Chittagong
- Colombo - Sân bay quốc tế Bandaranaike, Dammam, Dar es Salaam
- Delhi - Delhi
- Dhaka - Dhaka
- Djibouti - Sân bay quốc tế Djibouti-Ambouli
- Dnipro - Sân bay quốc tế Dnipro
- Doha- Doha
- Dushanbe - Sân bay quốc tế Dushanbe
- Entebbe - Sân bay Entebbe
- Erbil - Erbil
- Gassim - Gassim
- Ha'il - Ha'il
- Hambantota - Sân bay quốc tế Mattala Rajapaksa
- Hamedan - Hamedan
- Hargeisa - Hargeisa[5]
- Hyderabad, Ấn Độ - sân bay quốc tế Rajiv Gandhi
- Isfahan - Sân bay quốc tế Isfahan
- Istanbul - Sân bay quốc tế Sabiha Gökçen
- Jeddah - Sân bay quốc tế quốc vương Abdulaziz
- Juba - Sân bay Juba
- Kabul - Sân bay quốc tế Hamid Karzai
- Kandahar - Sân bay quốc tế Kandahar
- Karachi - Sân bay quốc tế Jinnah
- Kathmandu - Sân bay quốc tế Tribhuvan
- Kazan - Sân bay quốc tế Kazan
- Kharkiv - Sân bay quốc tế Kharkiv
- Khartoum - Sân bay quốc tế Khartoum
- Kiev - Sân bay quốc tế Boryspil
- Kiev - Sân bay quốc tế Kyiv (Zhuliany)
- Kilimanjaro
- Kochi, Krasnodar, Kuwait, Lucknow
- Malé, Mashhad, Medina, Mineralnye Vody, Moscow-Vnukovo, Multan, Mumbai, Muscat, Najaf, Nejran, Odessa, Osh, Port Sudan
- Prague, Riyadh, Rostov-on-Don, Salalah
- Samara, Sana'a, Sarajevo, Shiraz
- Shymkent, Sialkot, Skopje, Sofia, Sulaymaniyah, Sylhet (bắt đầu từ ngày 1 Tháng 4 năm 2015),[6] Tabriz, Tabuk, Ta'if, Tbilisi, Tehran-Imam Khomeini, Thiruvananthapuram, Ufa, Volgograd, Yanbu, Yekaterinburg, Yerevan, Zagreb, Zanzibar | 2

## Đội tàu bay
Thời điểm tháng 9/2021, đội tàu bay flydubai bao gồm các tàu bay sau, với tuổi trung bình 2,4 năm.